# Fulbe

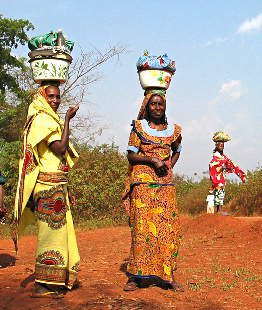
Fulbe-vrouwen in Kameroen

De Fulbe zijn een etnische groep in de Sahelzone, verspreid over een aantal landen in West-Afrika, van Mauritanië in het noordwesten tot Kameroen en de Centraal-Afrikaanse Republiek in het zuiden, en oostelijk tot Soedan. Andere namen zijn Foulah, Fula, Fulfulde, Fulbhe, Fulani, Peul en Peulh.
Ze zijn het grootste nomadenvolk van West-Afrika. Vandaag de dag is er nog slechts één groep die nomadisch leeft en dat zijn de Wodaabe uit Niger. De meeste Fulbe zijn herders en nomaden, en ze kunnen lange tijd te voet op stap gaan met hun kudden.
De Fulbe zijn voornamelijk islamitisch. Zij spreken de taal Fula (Pulaar of Pular genoemd in de westelijke dialecten, Fulfulde in de centrale en oostelijke dialecten), net als de Tukulor (Toucouleur), een verwante bevolkingsgroep in de centrale vallei van de rivier de Sénégal. Alle lokale stammen die de taal spreken noemt men de "halpulaar".
De traditionele klederdracht van de Fulbevrouwen is meestal een lange kleurrijke jurk, met opstiksels of andere versieringen.

## Geschiedenis
De Fulbe waren oorspronkelijk een nomadenvolk van herders, die hun kudden van koeien, geiten en schapen over de uitgebreide droge vlakten van hun streek dreven, waarbij ze zich min of meer afzijdig hielden van de lokale boerenbevolking. Tijdens de 16e eeuw breidden de Peul zich uit door de graslanden in de Sahel van het huidige Senegal tot Soedan. De kracht van de Fulbe was hun paardrijkunst, waardoor ze zich snel konden verplaatsen door hun uitgebreide rijk en hun rivalen verslaan. Dit betekende echter dat ze zich niet konden uitbreiden naar het zuiden toe, want hun paarden waren gevoelig voor de ziektes daar. Verscheidene Fulbe sedentariseerden en vermengden zich met islamitische en niet-islamitische volken. Uit deze groepen kwamen geleerde en geletterde religieuze leiders voort. Zij waren onder meer bereid om de militaire jihads van de 17e en 18e eeuw te ontketenen.
Gedurende de 19e eeuw werden de Fulbe de leiders van een groot Fulbe-rijk onder Usman dan Fodio. Voor zijn dood splitste hij het rijk op in het gedeelte Sokoto en het gedeelte Gwandu. Dit duale rijk duurde voort tot 1903, toen het rijk opgedeeld werd door verschillende Europese koloniale machten.

## Bekende Fulbe
- Umaru Yar'Adua, voormalig president van Nigeria
- Ahmadou Ahidjo, eerste president van Kameroen
- Thomas Sankara, voormalig president van Burkina Faso
- Shehu Shagari, voormalig president van Nigeria
- Muhammadu Buhari, president van Nigeria
- Baaba Maal, Senegalees zanger
- Omar Ka, Senegalees muzikant
- Issa Hayatou, president van de Afrikaanse voetbalbond Confédération Africaine de Football

- Bibliothèque nationale de France: cb11935469r (data)
- Gemeinsame Normdatei: 4018858-9
- Library of Congress Control Number: sh85052277
- Nationale Bibliotheek van Tsjechië: ph519636
- Nationale Bibliotheek van Israël: 987007553164205171
- Système universitaire de documentation: 027277771